# Abbvie
Abbvie (eigene Schreibweise: AbbVie) ist ein US-amerikanisches Biotechnologie- und Pharmaunternehmen, das 2013 als Abspaltung von Abbott Laboratories gegründet wurde und an der New Yorker Börse NYSE im S&P-100-Index unter dem Symbol „ABBV“ gehandelt wird. Tätig ist das in North Chicago im US-Bundesstaat Illinois ansässige Unternehmen unter anderem in den Bereichen Immunologie, Onkologie und Virologie. Der weltweite Umsatz betrug 2024 56,3 Milliarden US-Dollar.

## Therapie- und Forschungsgebiete
Abbvie arbeitet und forscht in den Therapiebereichen Hepatitis C, Rheumatoide Arthritis, Psoriasis, Multiple Sklerose, Onkologie, Alzheimer, Parkinson, Multiples Myelom und Endometriose. Umsatzstärkstes Produkt von Abbvie ist der „Blockbuster“ Adalimumab, der unter dem Handelsnamen Humira vertrieben, aber 2024 – aufgrund von Biosimilar Konkurrenz – deutlich an Umsatz verlor.

## Abbvie Deutschland
Die Abbvie Deutschland hat ihren Sitz in Wiesbaden. Das Unternehmen betreibt einen Forschungs- und Produktionsstandort in Ludwigshafen am Rhein mit 1900 Mitarbeitern, der auf das 1886 gegründete und im Jahr 2001 von BASF an Abbott verkaufte Pharmaunternehmen Knoll (vollständiger Firmenname: Knoll A.-G. Chemische Fabriken) zurückgeht. Zur Knoll-Gruppe gehörte etwa das Glandorfer Unternehmen Schiwa GmbH, das Infusionslösungen wie die auf Dextranbasis hergestellten kolloidalen Volumenersatzmittel Macrodex und Rheomacrodex sowie Promit herstellte. Das AbbVie-Hauptstadtbüro in Berlin betreibt Lobbyarbeit. Insgesamt beschäftigt Abbvie in Deutschland 2800 Mitarbeiter (Stand 2021).

## Übernahmen und Übernahmeversuche
- Im Juli 2014 stimmte der britisch-irische Konkurrent Shire einer Übernahme durch Abbvie für 32 Milliarden Pfund Sterling zu, nachdem bereits vier vorausgegangene Angebote abgelehnt wurden. Im Zuge der Übernahme wollte Abbvie seinen rechtlichen Sitz aus steuerlichen Gründen nach Saint Helier auf der britischen Kanalinsel Jersey verlegen, das Management sollte jedoch in den USA bleiben. Das neue Unternehmen hätte eine Marktkapitalisierung von 137 Milliarden US-Dollar gehabt und 30.000 Mitarbeiter beschäftigt.[7][8] Im Verlauf der Verhandlungen zog jedoch Abbvie sein Angebot wieder zurück.[9]
- Im März 2015 kündigte Abbvie nach der gescheiterten Übernahme von Shire an, das Unternehmen Pharmacyclics zum Preis von 21 Milliarden US-Dollar kaufen zu wollen.[10][11] Pharmacyclics ist auf den Bereich Onkologie spezialisiert und vor allem durch das Krebsmittel Ibrutinib unter dem Handelsnamen Imbruvica bekannt.[12]
- Am 25. Juni 2019 teilte der AbbVie-Konzern mit, dass er die Absicht einer Übernahme des Pharmaunternehmens Allergan besitze. AbbVie bewertete Allergan in seinem Angebot mit 63 Milliarden US-Dollar.[13] Die Übernahme erfolgte nach der Freigabe durch die amerikanische Federal Trade Commission und den irischen High Court am 8. Mai 2020.[14][15]

## Kooperationen
- Im Mai 2016 teilten Abbvie und Biogen mit, die US-amerikanische Zulassung für den gemeinsam entwickelten Monoklonalen Antikörper Daclizumab zur Behandlung der Multiplen Sklerose erhalten zu haben.[16]
- Im März 2017 gaben Abbvie und M2Gen bekannt, dass sie gemeinsam dem Oncology Research Information Exchange Network® (ORIEN) Avatar Research Program beigetreten sind. ORIEN ist eine nationale Forschungspartnerschaft von 15 führenden U.S. Krebszentren, die sich zusammengetan haben, um gemeinsam Krebs zu erforschen, zu behandeln und letztlich zu heilen.[17]
- Im Juni 2017 gab Abbvie bekannt, dass es mit Principia Biopharma eine Kooperation zur Erforschung eines oralen – „first-in-class“ – Immunoproteasom-Inhibitors eingegangen ist.[18]